# Trupanea caerulea
Trupanea caerulea är en tvåvingeart som beskrevs av Munro 1964. Trupanea caerulea ingår i släktet Trupanea och familjen borrflugor.
Artens utbredningsområde är Kenya. Inga underarter finns listade i Catalogue of Life.